# Platymaia wyvillethomsoni
Platymaia wyvillethomsoni is een krabbensoort uit de familie van de Inachidae. De wetenschappelijke naam van de soort is voor het eerst geldig gepubliceerd in 1886 door Edward John Miers.
De soort werd ontdekt op de Challenger-expeditie (1873-1876) nabij de Admiraliteitseilanden. De soort is genoemd naar Charles Wyville Thomson (1830-1882), die de wetenschappelijke leiding had van de expeditie.